# Stenus occidentalis
Stenus occidentalis är en skalbaggsart som beskrevs av Thomas Casey. Stenus occidentalis ingår i släktet Stenus och familjen kortvingar. Inga underarter finns listade i Catalogue of Life.